# Charles Stewart Mott
Charles Stewart Mott (ur. 2 czerwca 1875 w Newark, zm. 18 lutego 1973 w Flint) – amerykański biznesmen, filantrop oraz 50. i 55. burmistrz Flint w stanie Michigan i założyciel koncernu General Motors.